# Asilus amelanchieris
Asilus amelanchieris là một loài ruồi trong họ Asilidae. Asilus amelanchieris được Cockerell miêu tả năm 1911. Loài này phân bố ở vùng Tân Bắc giới.